# Widow by Proxy
Widow by Proxy er en amerikansk stumfilm fra 1919 af Walter Edwards.

## Medvirkende
- Marguerite Clark som Gloria Grey
- Agnes Vernon som Dolores Pennington
- Gertrude Norman som Sophronia Pennington
- Gertrude Claire som Angelica Pennington
- Nigel Barrie som Steven Pennington